# Pin Ups
Vous lisez un « bon article » labellisé en 2019.
Pour les articles homonymes, voir Pin-up (homonymie).
Albums de David Bowie
Aladdin Sane
(1973) Diamond Dogs
(1974)
Singles
1. Sorrow
Sortie : 12 octobre 1973

Pin Ups (également orthographié Pinups et Pin-Ups) est le septième album studio de David Bowie, sorti en octobre 1973.
Entièrement composé de reprises de chansons des années 1960, Pin Ups est un hommage au Londres du courant mod. C'est le dernier album que le chanteur enregistre avec le guitariste Mick Ronson et le bassiste Trevor Bolder. Le batteur Mick Woodmansey, troisième membre des Spiders from Mars, est quant à lui remplacé par Aynsley Dunbar. Les séances se déroulent au château d'Hérouville, en France, au mois de juillet 1973.
Porté par le succès des précédents disques de Bowie, Pin Ups se classe en tête des ventes au Royaume-Uni dès sa sortie. La critique se montre circonspecte face aux interprétations glam rock du chanteur, dont ce disque reste le seul album de reprises.

## Histoire

### Contexte
Le 3 juillet 1973, David Bowie tue symboliquement son personnage de Ziggy Stardust sur la scène du Hammersmith Odeon, à Londres. Juste avant d'entamer Rock 'n' Roll Suicide, il déclare : « Il s'agit non seulement du dernier concert de la tournée, mais c'est aussi le dernier concert que nous ferons jamais. » Le Ziggy Stardust Tour dure alors depuis janvier 1972, et ces dix-huit mois sur les routes ont été épuisants pour le chanteur, physiquement et moralement. Il affirme par la suite avoir eu de plus en plus de mal à faire la distinction entre son personnage de rock star extraterrestre et lui-même, au point d'être au bord de la folie. Des raisons plus prosaïques sont sans doute également à l'œuvre, comme le risque que RCA Records, la maison de disques de Bowie, refuse de financer une troisième tournée américaine, et le désir de réaliser un coup de pub en faisant parler de lui par cette déclaration sensationnelle.
Cette décision prend par surprise le public, mais aussi certains des musiciens qui accompagnent Bowie sur scène. Parmi les Spiders from Mars, seul le guitariste Mick Ronson a été mis dans la confidence : le bassiste Trevor Bolder et le batteur Mick Woodmansey n'apprennent la nouvelle qu'au moment de l'annonce de Bowie. Les relations entre le chanteur et ses musiciens se sont dégradées au cours des mois précédents pour plusieurs raisons, parmi lesquelles d'importantes différences de salaire (Bolder et Woodmansey touchent beaucoup moins d'argent que les musiciens ayant rejoint la tournée après eux), le prosélytisme du pianiste Mike Garson, membre de l'église de Scientologie qui convainc Woodmansey de se convertir, et le désir de Bowie d'explorer de nouveaux horizons musicaux loin d'un groupe dont il se sent désormais prisonnier. Ces dissensions sont alimentées par l'imprésario de Bowie, Tony Defries, et sa société MainMan.
Durant les quelques jours qui suivent le concert du 3 juillet, Bowie réside au Hyde Park Hotel de Londres. Il décide très vite que son prochain album doit être entièrement composé de reprises de chansons populaires dans la sous-culture mod du milieu des années 1960 et procède au choix des chansons avec Scott Richardson, un ami d'Iggy Pop dont il a récemment fait la connaissance. Au-delà du souhait de rendre hommage à une époque, il s'agit aussi d'un moyen pour le chanteur de prendre du repos sans pour autant rester inactif. D'après Tony Zanetta, vice-président de MainMan à l'époque, une querelle entre la compagnie et Chrysalis, l'éditeur de Bowie, aurait également joué un rôle dans ce choix : un album de Bowie sans compositions du chanteur ne rapportera rien à Chrysalis.

### Enregistrement

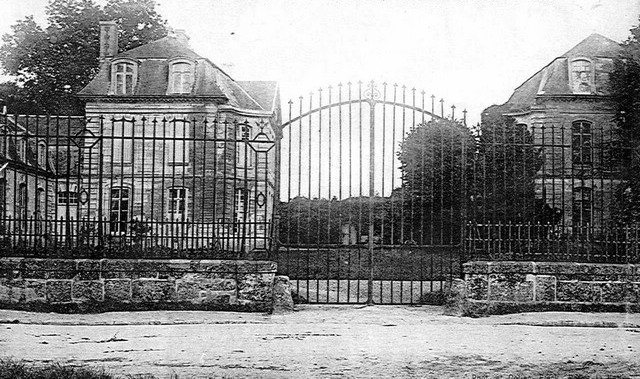
Le portail du château d'Hérouville au début du XXe siècle.

Le 9 juillet, Bowie traverse la Manche pour se rendre à Hérouville-en-Vexin, dans le Val-d'Oise, à une trentaine de kilomètres au nord-ouest de Paris. En effet, il a décidé d'enregistrer son nouvel album au château d'Hérouville, un manoir du XVIIIe siècle reconverti en studio d'enregistrement à la fin des années 1960 par le compositeur français Michel Magne. Le château lui a été conseillé par Marc Bolan, qui vient d'y enregistrer deux disques avec son groupe T. Rex, The Slider et Tanx. Le producteur de Bowie, Ken Scott, n'est pas dépaysé puisqu'il a participé comme ingénieur du son aux deux albums d'Elton John réalisés au château d'Hérouville en 1972, Honky Château et Don't Shoot Me I'm Only the Piano Player.
Parmi les musiciens ayant contribué au précédent album de Bowie, Aladdin Sane, plusieurs sont invités à revenir travailler avec lui : outre Mick Ronson et Mike Garson, c'est le cas du choriste Geoffrey MacCormack (un ami d'enfance du chanteur) et du saxophoniste Ken Fordham. En revanche, Bowie compte bien se passer des services de Trevor Bolder et Mick Woodmansey. Le deuxième est congédié sans cérémonie et remplacé par Aynsley Dunbar, un batteur de renom qui a notamment joué avec les Bluesbreakers de John Mayall et les Mothers of Invention de Frank Zappa. En revanche, Jack Bruce, ancien bassiste de Cream, décline la proposition de Bowie, qui est donc contraint de faire appel à Bolder. Ce dernier, qui se sent mis sur la touche, quitte le château dès que ses services ne sont plus requis.
Les séances d'enregistrement prennent place du 10 au 31 juillet. Elles sont particulièrement longues, pouvant durer jusqu'à douze heures d'affilée. Durant son temps libre, Bowie se consacre au mixage des bandes du concert du 3 juillet en vue de la publication d'un album live qui est finalement laissé de côté. Il accueille également des journalistes (avec notamment une séance de photos de mode pour le Daily Mirror) et divers invités, parmi lesquels la chanteuse Lulu, dont il compte relancer la carrière en produisant un single composé de deux reprises de ses propres chansons, The Man Who Sold the World et Watch That Man. Elles sont enregistrées au château le 16 juillet.
Après quelques jours de vacances à Rome, Bowie, qui a hâte de reprendre le travail, rentre à Londres début août. Il procède au mixage de l'album avec l'aide de Ken Scott aux studios Trident. Pendant ce temps, plusieurs de ses musiciens retournent au château d'Hérouville pour travailler sur Slaughter on 10th Avenue, le premier album solo de Mick Ronson. Bowie n'y participe pas directement, mais il rend visite à Ronson et participe à l'écriture de trois chansons.

### Parution et accueil
L'unique single extrait de Pin Ups est publié le 12 octobre 1973. Il s'agit de Sorrow, une reprise des Merseys, avec Amsterdam de Jacques Brel (adaptée en anglais par Mort Shuman) en face B. Sa sortie était prévue à l'origine pour le 28 septembre, mais RCA Records décide de la retarder de quinze jours, peut-être pour éviter la concurrence de la réédition de The Laughing Gnome lancée par Deram Records, l'ancienne maison de disques de Bowie, au début du mois de septembre. Sorrow reste cinq semaines dans le Top 10 des ventes, avec un pic à la troisième place début novembre,.
Pin Ups sort le 19 octobre. Sa parution coïncide presque avec celle de These Foolish Things, un autre album de reprises réalisé par Bryan Ferry, le chanteur de Roxy Music. Sa maison de disques, Island Records, aurait été au bord de demander une injonction contre RCA pour empêcher la sortie du disque de Bowie. En fin de compte, les deux albums rencontrent un grand succès auprès du public. Pin Ups se classe en tête des ventes au Royaume-Uni dès sa sortie et y reste pendant cinq semaines, soit aussi longtemps que Aladdin Sane, tandis qu'il atteint la 23e place du Billboard 200 aux États-Unis. En revanche, les critiques accueillent tièdement Pin Ups. Robert Christgau pour The Village Voice et Greg Shaw pour Rolling Stone s'accordent à considérer qu'aucune des reprises de Bowie n'est supérieure aux versions originales,. Pour le magazine britannique Sounds, Bowie « n'utilise pas le R&B comme un tremplin, mais seulement comme un accessoire ».

### Postérité
Entrée mineure dans la discographie de David Bowie, dont il est l'unique album de reprises, Pin Ups fait l'objet d'appréciations variées par ses biographes. Pour Nicholas Pegg, « il reste un superbe disque, énergique et très sous-estimé, qui présente un groupe de musiciens au sommet de leur forme ». En revanche, pour Matthieu Thibault, c'est une déception, Bowie ne faisant qu'appliquer la recette développée sur Aladdin Sane au point de sombrer parfois dans la parodie. Paul Trynka résume son opinion par la formule : « exploitation éhontée émaillée de moments vitaux ». Les critiques rétrospectives sont également mitigées : « un recueil inégal » pour la Encyclopedia of Popular Music, « un album de reprises bâclé, plus intéressant en théorie qu'en pratique » pour Pitchfork.

## Caractéristiques artistiques

### Choix et interprétation des reprises

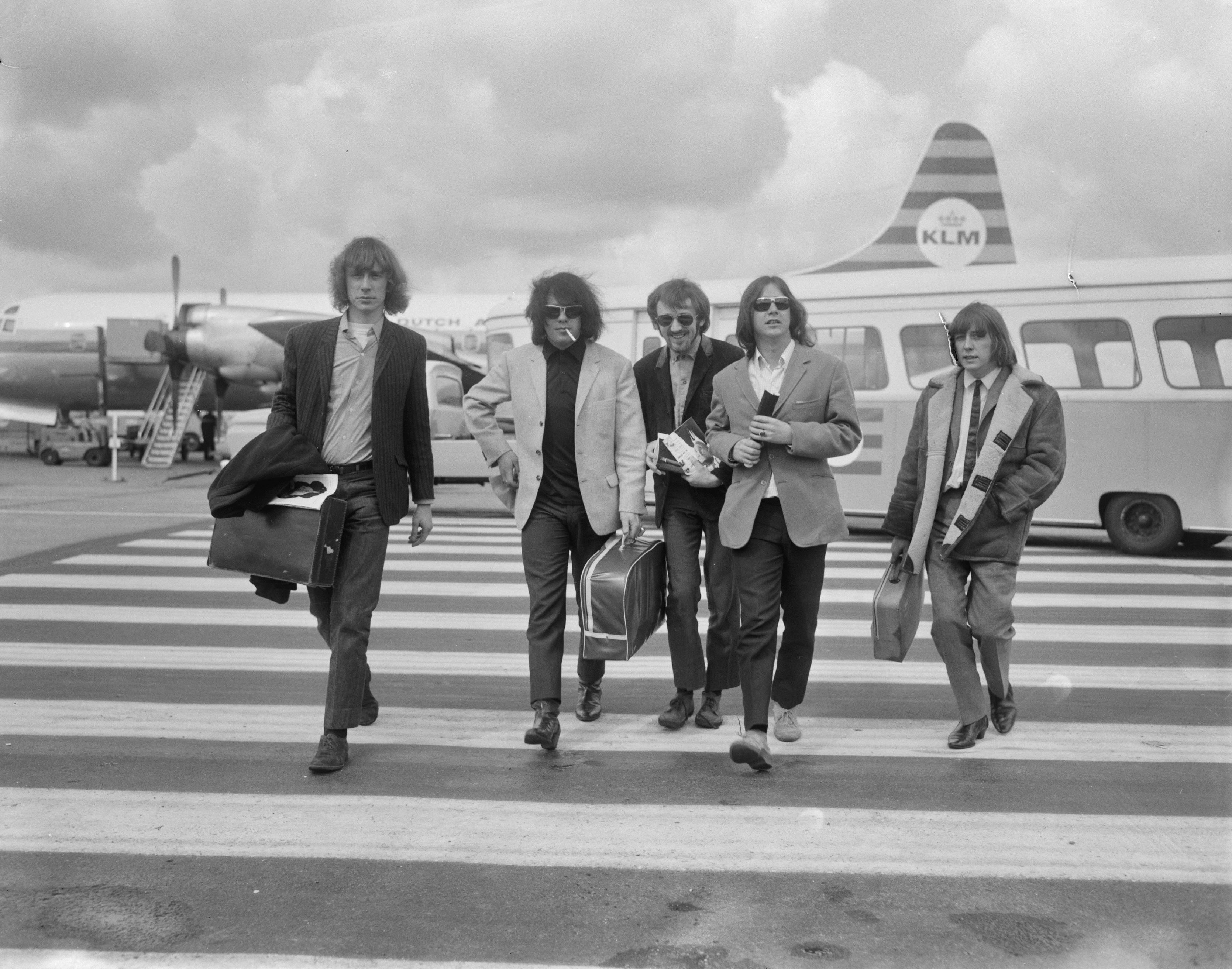
Les Pretty Things sont l'un des groupes dont Bowie reprend deux titres sur Pin Ups.

Les douze chansons retenues par Bowie pour Pin Ups sont parues entre 1964 et 1967. Bien qu'il affirme avoir sélectionné « des chansons plutôt inconnues », la plupart d'entre elles se sont classées dans les premières places du hit-parade britannique, à l'exception de Where Have All the Good Times Gone, une face B des Kinks. Toutes sont l'œuvre d'artistes britanniques, sauf Friday on My Mind, du groupe australien The Easybeats, et Here Comes the Night, du groupe irlandais Them. Trois groupes sont représentés par deux chansons chacun : les Pretty Things, les Who et les Yardbirds. Les artistes repris ne sont pas des idoles de Bowie, mais des contemporains qui ont rencontré le succès quelques années avant lui.
À l'origine, Bowie envisage de structurer Pin Ups autour d'une nouvelle version de The London Boys, l'une de ses toutes premières compositions, parue en octobre 1966 en face B du single Rubber Band. L'idée consistant à intercaler des couplets de cette chanson entre les reprises est rapidement abandonnée. Nicholas Pegg suggère que le cynisme des paroles de The London Boys se serait mal marié avec l'approche enthousiaste et premier degré du reste du disque.
La plupart des reprises restent très proches des versions originales, notamment pour les chansons de 1964-1965. Ainsi, Rosalyn reprend à l'identique l'instrumentation des Pretty Things, Bowie s'efforçant même d'imiter l'intonation et les cris de Phil May, bien que leurs voix n'aient pas grand-chose en commun. Matthieu Thibault considère que le style glam rock sophistiqué développé par le chanteur avec Mick Ronson au cours des années précédentes ne rend pas justice à l'énergie violente des chansons des Pretty Things et des Who, même si les accents soul que sa voix prend sur Anyway, Anyhow, Anywhere semblent présager son incursion dans les musiques noires des albums Diamond Dogs et Young Americans,. Le saxophone est particulièrement mis en avant sur l'album, donnant un côté théâtral aux interprétations de Here Comes the Night ou Everything's Alright,.
Les critiques considèrent les reprises de See Emily Play et Sorrow comme les points forts de l'album. La première se distingue par sa production psychédélique pleine de légèreté, notamment grâce à l'utilisation du clavecin,. La seconde voit Bowie déployer une voix de baryton à la Bryan Ferry. Enrichie par une section de cordes, elle s'avère plus dynamique que la version des Merseys. Shapes of Things, deuxième reprise des Yardbirds, bénéficie également de l'ajout de cordes, mais Nicholas Pegg estime qu'elle n'apporte rien à ce que Bowie a déjà dit avec des titres comme Five Years ou Drive-In Saturday.
Plusieurs reprises ne sont pas retenues sur l'album final. Mick Ronson reprend la bande instrumentale de celle de White Light/White Heat du Velvet Underground pour son deuxième album solo, Play Don't Worry, qui sort en février 1975. God Only Knows des Beach Boys doit attendre 1984 pour être reprise sur Tonight. D'autres chansons auraient été envisagées sans jamais être enregistrées, comme Ladytron de Roxy Music, No Fun des Stooges ou Summer in the City des Lovin' Spoonful. L'existence d'un projet de Pin Ups II davantage focalisé sur des artistes américains, suggérée par diverses sources, n'a jamais été confirmée par Bowie.

### Pochette et photographie

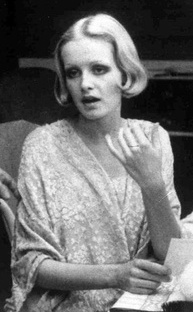
Twiggy (ici en 1971) apparaît aux côtés de Bowie sur la pochette de l'album.

La pochette de l'album est une photo en gros plan de Bowie et du mannequin Twiggy, qui pose la tête sur l'épaule du chanteur. Leurs regards sont dirigés droit vers l'objectif. Twiggy a la peau bronzée et Bowie la peau pâle, mais leurs visages sont maquillés à l'opposé : teint pâle pour le mannequin et mat pour le chanteur. Ce maquillage, conçu par Pierre Laroche, joue sur le contraste entre la pâleur de Bowie et le bronzage de Twiggy, qui rentre tout juste de vacances.
Cette photo est l'œuvre de Justin de Villeneuve (en), le manager de Twiggy. Elle est prise le 18 juillet 1973 à Paris pour faire la couverture de l'édition britannique de Vogue. En fin de compte, Bowie est tellement séduit par le résultat qu'il décide d'en faire la pochette de son album à la place. D'après Twiggy, le magazine aurait également hésité à faire apparaître un homme sur sa couverture pour la première fois.
La pochette arrière présente trois photos de l'artiste par le photographe Mick Rock, dont deux prises lors de concerts de la tournée Ziggy Stardust et une troisième où le chanteur pose avec un saxophone. Elle présente la liste des chansons, ainsi qu'un court texte de la main de Bowie, dans son écriture, en lettres roses sur fond bleu pour un effet psychédélique. Une autre photo de David Bowie avec son saxophone occupe l'insert central, avec d'un côté la liste des musiciens et de l'autre, les paroles de Where Have All the Good Times Gone qui est la seule chanson de l'album dont les paroles sont reproduites.

## Fiche technique

### Chansons

#### Album original
| 1. | Rosalyn              | Jimmy Duncan, Bill Farley                                             | The Pretty Things (1964) | 2:27 |
| 2. | Here Comes the Night | Bert Berns                                                            | Them (1965)              | 3:09 |
| 3. | I Wish You Would     | Billy Boy Arnold                                                      | The Yardbirds (1964)     | 2:40 |
| 4. | See Emily Play       | Syd Barrett                                                           | Pink Floyd (1967)        | 4:03 |
| 5. | Everything's Alright | Nicky Crouch, John Konrad, Simon Stavely, Stuart James, Keith Karlson | The Mojos (1964)         | 2:26 |
| 6. | I Can't Explain      | Pete Townshend                                                        | The Who (1965)           | 2:07 |

| 7.  | Friday on My Mind                   | George Young, Harry Vanda                       | The Easybeats (1966)     | 3:18 |
| 8.  | Sorrow                              | Bob Feldman, Jerry Goldstein, Richard Gottehrer | The Merseys (1966)       | 2:48 |
| 9.  | Don't Bring Me Down                 | Johnnie Dee                                     | The Pretty Things (1964) | 2:01 |
| 10. | Shapes of Things                    | Jim McCarty, Keith Relf, Paul Samwell-Smith     | The Yardbirds (1966)     | 2:47 |
| 11. | Anyway, Anyhow, Anywhere            | Roger Daltrey, Pete Townshend                   | The Who (1965)           | 3:04 |
| 12. | Where Have All the Good Times Gone! | Ray Davies                                      | The Kinks (1965)         | 2:35 |

#### Rééditions
La réédition CD de Pin Ups sortie en 1990 inclut deux chansons supplémentaires.
| 13. | Growin' Up (enregistrée en octobre 1973 lors des premières séances de Diamond Dogs) | Bruce Springsteen         | Bruce Springsteen (1973) | 3:26 |
| 14. | Amsterdam (enregistrée en 1971 ou 1973, face B du single Sorrow)                    | Jacques Brel, Mort Shuman | Jacques Brel (1964)      | 3:19 |

### Interprètes
- David Bowie : chant, guitare, saxophone alto, saxophone ténor, harmonica, Moog
- Mick Ronson : guitare, piano, chœurs
- Trevor Bolder : basse
- Aynsley Dunbar : batterie
- Mike Garson : piano, clavecin, piano électrique
- Ken Fordham : saxophone baryton
- Mac Cormack : chœurs
- Michel Ripoche : violon
- Ronnie Wood : guitare sur Growin' Up[48]

### Équipe de production
- David Bowie : producteur
- Ken Scott : producteur
- Denis Blackeye : ingénieur du son
- Justin de Villeneuve (en) : photographie
- Pierre Laroche : maquillage
- Mick Rock : photographie, conception de la pochette
- Ray Campbell : lettrage

### Classements et certifications
| Classement                    | Meilleure position | Année |
| ----------------------------- | ------------------ | ----- |
| Australie (Kent Music Report) | 4                  | 1973  |
| États-Unis (Billboard 200)    | 23                 | 1973  |
| Norvège (VG-lista)            | 8                  | 1973  |
| Pays-Bas (Mega Album Top 100) | 6                  | 1973  |
| Royaume-Uni (UK Albums Chart) | 1                  | 1973  |
| France (SNEP)                 | 191                | 2016  |

| Pays              | Certification | Date              | Ventes certifiées |
| ----------------- | ------------- | ----------------- | ----------------- |
| Royaume-Uni (BPI) | Or            | 1er novembre 1973 | 100 000           |